# Henry Shefflin

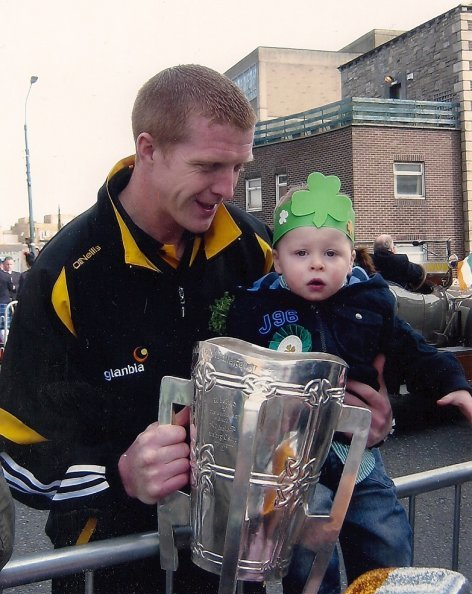
Henry Shefflin (2009)

Henry Shefflin (* 11. Januar 1979 in Kilkenny) ist ein irischer Hurling-Spieler, der 2010 bei den Ballyhale Shamrocks aus Kilkenny in der Position des Left wing-forward (linker Flügelstürmer) spielt. Eine Verletzung zwang ihn 2010 zu pausieren, eine Rückkehr in den Spielbetrieb ist wahrscheinlich.

## Karriere
Im Jahr 2007 gewann er als Kapitän seiner Mannschaft die All-Ireland Senior Hurling Championship. Shefflin gilt als einer der herausragendsten Hurling-Spieler aller Zeiten. In den Jahren 2004 und 2006 war er der nationale Topscorer während der Hurlingmeisterschaft. Im Jahre 2006 wurde er zum Sportler des Jahres in Irland gewählt. Davor war er mehrmals als All Star Hurler Of The Year (2002; 2006) und GPA - Hurler of the Year ausgezeichnet worden.